# Naturschutzgebiet Schla
Das Naturschutzgebiet Schla mit einer Größe von 3,4 ha liegt südwestlich von Sundern-Silmecke im Stadtgebiet von Sundern (Sauerland). Das Gebiet wurde 1993 mit dem Landschaftsplan Sundern durch den Kreistag des Hochsauerlandkreises erstmals als Naturschutzgebiet (NSG) mit einer Flächengröße von 2 ha ausgewiesen. Bei der Neuaufstellung des Landschaftsplaners Sundern wurde das NSG erneut ausgewiesen und vergrößert. Das NSG grenzt westlich an das Landschaftsschutzgebiet Ortsrandlagen zwischen Stockum und Seidfeld, nördlich und nordöstlich an das Landschaftsschutzgebiet Ortsrandlagen Kernstadt Sundern und südlich und südöstlich an das Landschaftsschutzgebiet Sundern. Das NSG liegt nahe der Siedlung Hoffmann’sches Gelände.

## Gebietsbeschreibung
Das NSG liegt auf einer flachgründigen Bergkuppe aus Kalkgestein. Das NSG liegt westlich eines aufgelassenen Steinbruches. Im Umfeld liegen überwiegend Ackerflächen. Auf der Kuppe befindet sich ein strukturreicher, alt- und totholzreicher Eichen-Hainbuchenwald mit Mittelwaldnutzungs-Merkmalen im Südwesten. Die artenreiche, üppige, geophytenreiche Krautschicht wird meist von Bingelkraut und Perlgras dominiert und entspricht weitgehend der eines Waldmeister-Buchenwaldes. Der felsreiche Boden lässt kleinflächig flache Felsrippen frei heraustreten. Die ältesten Bäume, meist Eichen, sind bis zu 200 Jahre alt. Es gibt dort ein Märzenbecher-Vorkommen. Im Osten des NSG steht bis unmittelbar an die verbuschte Steilwand des Steinbruchs eine Fichtenbestand mit Holunder-Unterwuchs. Die Felssteilwand des Steinbruchs gehört nicht zum NSG. Im Norden sind frühere Fichtenbereiche durch eine Edellaubholz-Aufforstung ersetzt worden.

## Schutzzweck
Das NSG soll das Gebiet mit den dortigen Arten schützen. Wie bei allen Naturschutzgebieten in Deutschland wurde in der Schutzausweisung darauf hingewiesen, dass das Gebiet „wegen der Seltenheit, besonderen Eigenart und Schönheit des Gebietes“ zum Naturschutzgebiet wurde.

## Weblink
- Naturschutzgebiet „Schla“ (HSK-071) im Fachinformationssystem des Landesamtes für Natur, Umwelt und Klima Nordrhein-Westfalen